# Illiaria
Illiaria é um género botânico pertencente à família Brassicaceae.